# Mikko Kolehmainen
Mikko Kolehmainen (Mikkeli, 18 de agosto de 1964) es un deportista finlandés que compitió en piragüismo en la modalidad de aguas tranquilas.
Participó en cuatro Juegos Olímpicos, entre los años 1984 y 1996, obteniendo una medalla de oro en Barcelona 1992 en la prueba de K1 500 m. Ganó una medalla de oro en el Campeonato Mundial de Piragüismo de 1993, en la prueba de K1 500 m.

## Palmarés internacional
| Juegos Olímpicos   | Juegos Olímpicos       | Juegos Olímpicos | Juegos Olímpicos |
| Año                | Lugar                  | Medalla          | Competición      |
| ------------------ | ---------------------- | ---------------- | ---------------- |
| 1992               | Barcelona (España)     | Medalla de oro   | K1 500 m         |
| Campeonato Mundial |                        |                  |                  |
| Año                | Lugar                  | Medalla          | Competición      |
| 1993               | Copenhague (Dinamarca) | Medalla de oro   | K1 500 m         |